# Општина Окна Де Фиер (Караш-Северин)
Окна Де Фиер (рум. Ocna De Fier) општина је у Румунији у округу Караш-Северин.
Oпштина се налази на надморској висини од 313 m.